# Aspitates trilinearia
Aspitates trilinearia là một loài bướm đêm trong họ Geometridae.